# يوهان غالتونغ
يوهان فنسنت غالتونغ (ولد في 24 أكتوبر 1930) هو عالم اجتماع ورياضيات نرويجي، والمؤسس الرئيسي لدراسات السلام والصراع. وهو المؤسس الرئيسي لمعهد بحوث السلام أوسلو في عام 1959 وعمل كأول مدير له حتى عام 1970. كما أسس مجلة بحوث السلام في عام 1964. في عام 1969 تم تعيينه كأول بروفيسورفي العالم في دراسات السلام والصراع، في جامعة أوسلو. لكنه استقال في عام 1977، ومنذ ذلك الحين عمل كأستاذ في عدة جامعات أخرى؛ من عام 1993 إلى عام 2000 كان أستاذاً بارزاً في دراسات السلام بجامعة هاواي، وهو حاليا مقره في كوالالمبور، حيث كان أول أستاذ في مجال السلام العالمي في الجامعة الإسلامية العالمية في ماليزيا.
غالتونغ معروف لمساهماته في علم الاجتماع في الخمسينيات من القرن الماضي، بالإضافة إلى العلوم السياسية في الستينيات، الاقتصاد والتاريخ في السبعينيات، التاريخ الكلي، علم الإنسان، واللاهوت في الثمانينيات. وقد وضع العديد من النظريات المؤثرة، مثل التمييز بين السلام الإيجابي والسلبي، العنف الهيكلي، نظريات الصراع وحل النزاعات ومفهوم بناء السلام، كما أسس النظرية البنيوية للإمبريالية ونظرية الولايات المتحدة ككونها جمهورية وإمبراطورية في وقت واحد. كثيرا ما انتقد غالتونغ البلدان الغربية في موقفها تجاه البلدان النامية. كان غالتونغ شخصية فكرية رئيسية من اليسار الجديد منذ خمسينيات القرن العشرين. وحصل على جائزة رايت ليفيلهوود في عام 1987، كما حصل على العديد من الجوائز والأوسمة الأخرى.

## السيرة الذاتية
ولد غالتونغ في أوسلو. حصل على شهادة في الرياضيات من جامعة أوسلو في عام 1956، وبعد عام أكمل الدكتوراه في علم الاجتماع في الجامعة نفسها. تلقى غالتونغ أول شهادة دكتوراه فخرية من الثلاث عشرة التي يملكها في عام 1975.
وكان والد غالتونغ وجده أطباءً. يرجع أصل اسم جالتونغ إلى هوردالان، حيث ولد جده. ومع ذلك، ولدت والدته هيلغا هولمبو، في وسط النرويج، في تروندلاغ، في حين ولد والده في أوستفولد، في الجنوب. وقد تزوج جالتونغ مرتين، ولديه طفلان من زوجته الأولى إنغريد إيدي هما هارالد غالتونغ، وأندرياس غالتونغ، واثنان من زوجته الثانية فوميكو نيشيمورا وهما إيرين غالتونغ وفريدريك غالتونغ.
عند استلامه شهادة الدكتوراه، انتقل غالتونغ إلى جامعة كولومبيا، في مدينة نيويورك، حيث درّس لمدة خمسة فصول دراسية كأستاذ مساعد في قسم علم الاجتماع. في عام 1959، عاد غالتونغ إلى أوسلو، حيث أسس معهد بحوث السلام أوسلو (PRIO). شغل منصب مدير المعهد حتى عام 1969، ورأى المعهد متطوراً من قسم داخل المعهد النرويجي للبحوث الاجتماعية إلى معهد بحوث مستقل بتمويل من وزارة التعليم النرويجية.
في عام 1964، قاد غالتونغ معهد بحوث السلام أوسلو (PRIO) لإنشاء أول مجلة أكاديمية مكرسة لدراسات السلام، وهي مجلة بحوث السلام. وفي العام نفسه، ساعد في تأسيس الرابطة الدولية لبحوث السلام. في عام 1969 غادر غالتونغ المعهد ليشغل منصب أستاذ في أبحاث السلام والصراع في جامعة أوسلو حتى عام 1978.
ثم شغل منصب المدير العام لمركز الجامعة الدولية في دوبروفنيك، كما شغل منصب رئيس الاتحاد العالمي للدراسات المستقبلية. وقد شغل أيضا مناصب أخرى في جامعات، منها سانتياغو، وجامعة الأمم المتحدة في جنيف، وفي كولومبيا وبرينستون وجامعة هاواي. وقد خدم في العديد من الجامعات أنه «ربما درس طلاباً في الجامعات في جميع أنحاء العالم أكثر من أي عالم اجتماع معاصر آخر». غالتونغ يدرس حاليا في قسم العلوم الإنسانية في جامعة سايبروك.
في كانون الأول / ديسمبر 2010، ألقى غالتونغ محاضرة بعنوان «كسر دورة الصراع العنيف» في معهد جوان بي كروك لجامعة سان دييغو للسلم والعدالة.
غالتونغ هو باحث غزير، نتيجة تقديمه مساهمات في العديد من المجالات في علم الاجتماع. وقد نشر أكثر من 1000 مقالة وأكثر من 100 كتاب. هو أيضاً عضو في الأكاديمية النرويجية للعلوم والآداب. وقالت مجلة الاقتصادي (Economist) وزميله الباحث في مجال السلام كينيث بولدينغ عن غالتونغ ان «انتاجه كبير جدا ومتنوع بحيث يصعب الاعتقاد انه يأتي من انسان».
في عام 2014، تم تعيينه كأول بروفيسور في مجال السلام العالمي في الجامعة الإسلامية الدولية في ماليزيا. هذا المنصب مدعوم من قبل مؤسسة السلام العالمية بيردانا تأسس على يد رئيس الوزراء الماليزي الرابع مهاتير محمد. الهدف من المنصب هو «زيادة الوعي بالسلام العالمي وتعزيزه والدعوة إليه بما في ذلك حماية حقوق الإنسان وتجريم الحرب».

## الوساطة من أجل السلام
شهد غالتونغ الحرب العالمية الثانية في القسم المحتل ألمانياً في النرويج حينما كان عمره 12 عاما، الفترة التي تم فيها القبض على والده من قبل النازيين. وبحلول عام 1951، كان وسيطا ملتزما لإحلال السلام، وانتخب لمدة 18 شهرا للقيام بالخدمة الاجتماعية بدلا عن الخدمة العسكرية الإجبارية. بعد 12 شهرا، أصر غالتونغ على أن ينفق ما تبقى من خدمته الاجتماعية في الأنشطة ذات الصلة بالسلام، الأمر الذي دفع السلطات النرويجية لإرساله إلى السجن حيث خدم ستة أشهر.
ولأن أبحاث غالتونغ الأكاديمية تهدف بوضوح إلى تعزيز السلام، في عام 1957، بعد الوساطة في شارلوتسفيل، أصبح عمله الاجتماعي نحو وساطة السلام أكثر واقعية وفعالية. في عام 1993، شارك في تأسيس شبكة ترانسند: شبكة لتطوير بيئة السلام، وهي منظمة من أجل حل الصراعات بالوسائل السلمية. وهناك أربع طرق تقليدية غير مرضية تعالج فيها الصراعات بين طرفين:
1. الطرف أ يربح، الطرف ب يخسر.
2. الطرف ب يربح، الطرف أ يخسر.
3. تم تأجيل الحل كلا الطرفين لا يشعرا بالجهوزية لإنهاء الصراع.
4. تم التوصل إلى اتفاق مربك لا يتفق عليه كلا الطرفين.

يحاول غالتونغ كسر هذه الطرق الأربعة غير المرضية للتعامل مع الصراع من خلال إيجاد «الطريق الخامس»، حيث يشعر كل من أ و ب بأنهما يفوزان. وتصر الطريقة أيضا على احترام الاحتياجات الإنسانية الأساسية - مثل البقاء على قيد الحياة، والرفاه المادي، والحرية، والهوية.

## الأفكار الرئيسية
قام غالتونغ أولا بوضع تصور لمفهوم بناء السلام من خلال الدعوة إلى أنظمة من شأنها أن تخلق سلاماً مستداماً. وينبغي لهياكل بناء السلام أن تعالج الأسباب الجذرية للنزاع وأن تدعم القدرة المحلية على إدارة السلام وتسوية الصراعات.
وقد شغل غالتونغ العديد من المناصب الهامة في مجالس البحوث الدولية، وكان مستشارا لعدة منظمات دولية. هو أيضاً عضو في المجلس الاستشاري للجنة «لأمم المتحدة ديمقراطية» منذ عام 2004.
وقد كتب أيضا العديد من المقالات التجريبية والنظرية، التي تتناول في معظم الأحيان قضايا متعلقة ببحوث السلام والصراع. ويتميز عمله بمنظوره الفريد، فضلا عن الأهمية التي يوليها للابتكار وتداخل التخصصات.
وهو واحد من مؤسسي حساب مؤثر للقيم الإخبارية، وهي العوامل التي تحدد ماهية التغطية التي تعطى للقصص التي يتم تداولها في الأخبار. أنشأ غالتونغ أيضا مفهوم صحافة السلام، الذي له تأثير متزايد في دراسات الاتصالات والإعلام.
يرتبط غالتونغ بقوة بالمفاهيم التالية:
- العنف الهيكلي: يعرف على نطاق واسع بأنه الطرق المنهجية التي يمنع فيها النظام الأفراد من تحقيق كامل إمكاناتهم. ومن الأمثلة على ذلك العنصرية المؤسسية والتمييز الجنسي.
- السلام السلبي والسلام الإيجابي: نشر غالتونغ مفهوم أن السلام قد يكون أكثر من مجرد غياب الصراع العنيف العلني (السلام السلبي)، ومن المرجح أن يتضمن مجموعة من علاقات الدول حيث تملك فيها الدول (أو أي تجمعات في الصراع) علاقات تعاونية وداعمة (السلام الإيجابي). في الواقع، سبق تحديد هذه المصطلحات ومناقشتها في عام 1907 من قبل جين آدمز وفي عام 1963 من قبل مارتن لوثر كينغ.

كما ميز نفسه في المناقشات العامة المتعلقة بالبلدان الأقل تقدما، وقضايا الدفاع، ومسألة انضمام النرويج للاتحاد الأوروبي. في عام 1987 حصل على جائزة رايت ليفيلهوود. طور طريقة ترانسند الموضحة أعلاه. وقال عالم الاقتصاد وزميله الباحث في مجال السلام كينيث بولدينغ من غالتنغ ان «انتاجه كبير جدا ومتنوع بحيث يصعب الاعتقاد انه يأتي من انسان».

### الولايات المتحدة كجمهورية وإمبراطورية
بالنسبة إلى يوهان غالتونغ، الولايات المتحدة هي في نفس الوقت جمهورية وإمبراطورية. علاقة يعتقد غالتونغ أنها ذات صلة كبيرة، فالولايات المتحدة محبوبة من جهة لصفاتها الجمهورية، ومن جهة أخرى مكروهة من أعدائها في الخارج لاعتداءاتها العسكرية. وتشمل صفاتها الجمهورية أخلاقيات العمل والديناميكية والإنتاجية والإبداع، وفكرة الحرية، وروح الريادة. ومن ناحية أخرى، فإن التلاعب العسكري والسياسي يعود إلى عدوانية النظام الأمريكي، وغطرسته، وعنفه، ونفاقه، فضلا عن الجهل العام الأمريكي للثقافات الأخرى والمادية المتطرفة.
في عام 1973، انتقد غالتونغ «الفاشية الهيكلية» في الولايات المتحدة والدول الغربية الأخرى التي تجعل الحرب وسيلة لتأمين المواد والأسواق، قائلا: «يسمى هذا النظام الاقتصادي الرأسمالية، وعندما تنتشر بهذه الطريقة إلى بلدان أخرى يطلق عليها الإمبريالية». كما أثنى على فيدل كاسترو «لكسره قبضة الإمبريالية». وقال غالتونغ ان الولايات المتحدة «دولة قاتلة» ومذنبة «لإرهاب الدولة الفاشية الجديدة»، حيث قارن الولايات المتحدة مع ألمانيا النازية بقصف كوسوفو في فترة قصف الناتو ليوغوسلافيا عام 1999.
وقال غالتونغ أن الإمبراطورية الأمريكية تتسبب في «معاناة واستياء لا يطاقان» لان «المستغلين / القتلة / المهيمنين / المغتربين، والذين يدعمون الامبراطورية الأمريكية بسبب الفوائد المتصورة» ينخرطون في «انماط التبادل غير المتكافئة وغير المستدامة». في مقال نشر في عام 2004، توقع غالتونغ أن مصير الإمبراطورية الأمريكية هو «الوهن والسقوط» بحلول عام 2020. توسع غالتونغ في هذه الفرضية في كتابه 2009 بعنوان سقوط الإمبراطورية الأمريكية - وبعد ذلك ماذا؟ خلفاء، إقليمية أو عولمة؟ الفاشية الأمريكية أو ازدهار الولايات المتحدة؟.
ومع ذلك، فإن وهن الإمبراطورية الأمريكية لا يعني تراجع الجمهورية الأمريكية، و «تخفيف عبء السيطرة الإمبراطورية والحفاظ عليها يمكن أن يؤدي إلى ازدهار الجمهورية الأمريكية». في البرنامج الإذاعي والتلفزيوني «الديمقراطية الآن»، قال غالتونغ أنه يحب الجمهورية الأمريكية ويكره الإمبراطورية الأمريكية. وأضاف أن العديد من الأمريكيين قد شكروه على هذا البيان في محاضراته، لأنه ساعدهم على حل الصراع بين حبهم لبلدهم واستيائهم من سياستها الخارجية.

### التوقعات
منذ سقوط الاتحاد السوفيتي، اصدر غالتونغ عدة تنبؤات حول الوقت التي ستفقد فيه الولايات المتحدة خاصيتها الأساسية: أنها قوة عظمى، الموقف الذي أثار بعض الجدل. في مقالة نشرت في عام 2004، يسرد أربعة عشر «تناقض» من شأنها أن تسبب «تراجع وسقوط» الإمبراطورية الأمريكية. بعد بداية حرب العراق، نقح تنبؤه «بسقوط الإمبراطورية الأمريكية» حيث رأى ذلك وشيكا أكثر من السابق. ويدعي أن الولايات المتحدة سوف تمر بمرحلة دكتاتورية فاشية في طريقها إلى التراجع، وأن قانون باتريوتت آكت هو أحد أعراض ذلك. يزعم أيضاً أن انتخاب جورج دبليو بوش كلف الإمبراطورية الأمريكية خمس سنوات - على الرغم من أنه يعترف بأن هذا التقدير قد حدد بشكل تعسفي بعض الشيء. وهو يحدد الآن تاريخ نهاية الإمبراطورية الأمريكية في عام 2020، ولكن ليس الجمهورية الأمريكية. مثل بريطانيا العظمى وروسيا وفرنسا، يقول إن الجمهورية الأمريكية ستكون أفضل حالا دون الإمبراطورية.

## نقد

### نقد من قبل بروس باور وباربارا كاي
خلال مسيرته واجهت بعض عبارات ووجهات نظر غالتونغ انتقادات أبرزها انتقاده للدول الغربية خلال الحرب الباردة وبعدها، وما اعتبره نقاده موقفا إيجابيا تجاه الاتحاد السوفيتي وكوبا والصين الشيوعية. في مقال لبروس باور نشرته مجلة «سيتي جورنال» في عام 2007 وفي مقال أخر نشر في شباط / فبراير 2009 من قبل باربرا كاي في صحيفة ناشيونال بوست، انتقدت بعض تصريحات غالتونغ. انتقد المؤلفان رأي غالتونغ بأنه في حين أن الصين الشيوعية كانت «قمعية بمعنى ليبرالي معين»، فإن ماو تسي تونغ كان «يتحرر بلا نهاية عندما ينظر إليه من وجهات نظر أخرى كثيرة لم تفهمها النظرية الليبرالية أبدا»، وذلك لأن الصين أظهرت أن «النظرية الكاملة حول ما يسمى 'المجتمع المفتوح' يجب أن تعاد كتابتها، وربما أيضا نظرية» الديمقراطية«، وسوف يستغرق وقتا طويلا قبل أن يكون الغرب على استعداد لرؤية الصين كمدرس رئيسي في مثل هذه الموضوعات». وانتقد المؤلفون أيضا اعتراض غالتونغ المقاومة الهنغارية ضد الغزو السوفياتي في عام 1956 ووصفه الكسندر سولغنيتسين وأندري ساخاروف في عام 1974 بأنهما «نخبة مضطهدة».

### تصريحات عن التأثير الإسرائيلي على السياسات الأمريكية
اتهمت صحيفة «هآرتس» الإسرائيلية غالتونغ في أيار / مايو 2012 بمعاداة السامية من أجل:
1. اقتراح إمكانية وجود صلة بين هجمات النرويج عام 2011 والموساد.
2. الإصرار على أن «ست شركات يهودية» تسيطر إلى حد كبير على وسائل الإعلام الأمريكية.
3. تحديد ما يدعيه غالتونغ أنه تشابه ساخر بين الشركة المصرفية جولدمان ساكس وتزوير وثيقة «بروتوكولات حكماء صهيون».
4. وضع الفرضية التي تقول: على الرغم من أنه لا يمكن تبريرها، معاداة السامية في مرحلة ما بعد الحرب العالمية الأولى في ألمانيا كان نتيجة يمكن التنبؤ بها من خلال شغل اليهود الألمان مناصب مؤثرة.[34] ونتيجة لهذه التصريحات أصدرت منظمة ترانسكند إنترناشونال في أيار / مايو 2012، وهي منظمة شارك في تأسيسها غالتونغ، بيانا يحاول فيه توضيح آرائه.[35] في 8 أغسطس / آب 2012، أعلنت أكاديمية السلام العالمية في بازل أنها غالتونغ من منظمتها، مستشهدة بما سمته «بالتصريحات الطائشة والهجوم على أسئلة حساسة بالنسبة لليهود».[36] رفض غالتونغ بشدة الهجمات المذكورة أعلاه في بيان منشور[37] ودعاها «تلطيخاً وتشهيراً» في بيانه كما في محاضرة عامة في نهاية عام 2012.[38]

## الجوائز
- دكتوراه فخرية من جامعة تامبيري في عام 1975 في دراسات السلام.
- دكتوراه شرفية، جامعة كلوج، 1976، دراسات مستقبلية.
- دكتوراه فخرية، جامعة أوبسالا، 1987، كلية العلوم الاجتماعية.
- دكتوراه، جامعة سوكا، طوكيو، 1990، السلام / البوذية.
- دكتوراه شرفية، جامعة أوسنابروك، 1995، دراسات السلام.
- دكتوراه شرفية، جامعة تورينو، 1998، علم الاجتماع المتعلق القانون.
- دكتوراه شرفية، فيرنونيفرزيتات هاغن، 2000، فلسفة.
- دكتوراة شرفية، جامعة اليكانتي، 2002، علم الاجتماع.
- دكتوراه شرفية، بينيمريتا ونيفرزيداد أوتونوما دي بوبلا، 2006، قانون.
- دكتوراه فخرية، جامعة كومبلوتنس، مدريد، 2017، السياسة وعلم الاجتماع.
- أستاذ فخري، جامعة اليكانتي، اليكانتي، 1981.
- أستاذ فخري، جامعة برلين الحرة، 1984-1993.
- أستاذ فخري، جامعة سيتشوان، تشنجدو، 1986.
- أستاذ فخري، جامعة ويتن / هيرديك، ويتن، 1993.
- أستاذ متميز في دراسات السلام، جامعة هاواي، 1993.
- أستاذ زائر في جامعة جون بيركنز، 2005.
- جائزة رايت ليفيلهوود، 1987.
- أول مستلم للجائزة الإنسانية من الجمعية النرويجية الإنسانية، 1988.
- جائزة جامنالال باجاج الدولية للترويج لقيم غاندي، 1993.
- جائزة بريج، 2000.
- جائزة مورتون الألمانية الأولى لحل النزاعات، 2001.
- جائزة فخرية من الجمعية النرويجية لعلم الاجتماع، 2001.
- بريميو هيدالغو، مدريد، 2005.
- أوغسبورغ غولدن بوك أوف بيس، 2006.
- عضو الأكاديمية النرويجية للعلوم والآداب.
- عضو فخري في حزب الخضر، 2009.
- جائزة إيريك باي التذكارية، 2011

## أعمال مختارة
قام غالتونغ بنشر أكثر من ألف مقالة وأكثر من مائة كتاب.
- اختبار الفرضية إحصائياً، 1953.
- أخلاقيات غاندي السياسية، 1955، مع الفيلسوف آرني نس.
- نظرية وطرق البحث الاجتماعي (1967).
- العنف والسلام وبحوث السلام (1969).
- أعضاء العالمين (1971).
- السلام، العنف والإمبريالية، 1974.
- السلام: البحث - التعليم - العمل (1975).
- أوروبا في الصنع (1989).
- غلاسنوست العالمية: نحو عالم جديد تحت حكم المعلومات والاتصالات؟ (1992، مع ريتشارد سي فنسنت).
- التوقعات العالمية لعلم أمراض الولايات المتحدة عميقة الجذور (1996).
- السلام بوسائل سلمية: السلام والصراع، التنمية والحضارة (1996).
- (يوهان بدون أرض، على مسار السلام من خلال العالم، 2000، السيرة الذاتية التي فاز فيها بجائزة بريج).
- خمسون سنة: مئة منظور للسلام والصراع (2008).
- الديمقراطية - السلام - التنمية (2008، مع بول دي سكوت).
- خمسون سنة: خمس وعشرين مناظر الطبيعية فكرية مستكشفة (2008).
- عولمة الله: الدين والروحانية والسلام (2008، مع غرايم ماكوين).[40]

## روابط خارجية
- يوهان غالتونغ على موقع IMDb (الإنجليزية)
- يوهان غالتونغ على موقع مونزينجر (الألمانية)